# 瓦勒德博尼约尔
瓦勒德博尼约尔（法語：Val-de-Bonnieure，法語發音：[val də bɔnjœʁ]）是法国夏朗德省的一个市镇，位于该省中北部，属于孔福朗区。

## 地名
“瓦勒德博尼约尔”（Val de Briey）一名在法语中意为“博尼約爾河谷”。

## 历史
瓦勒德博尼约尔成立于2018年1月1日，由以下3个市镇合并而成：
- 圣昂若（Saint-Angeau）
- 圣科隆布（Sainte-Colombe）
- 博尼约尔河畔圣阿芒（Saint-Amant-de-Bonnieure）

其中圣昂若为政府驻地。

## 地理
瓦勒德博尼约尔（45°50'55.6"N, 0°17'14.1"E）面积28.11 平方千米，位于法国新阿基坦大区夏朗德省，该省份为法国西部内陆省份，北起德塞夫勒省和维埃纳省，东临上维埃纳省，东南至多尔多涅省，南至多爾多涅省，西接滨海夏朗德省。
瓦勒德博尼约尔的时区为UTC+01:00、UTC+02:00（夏令时）。

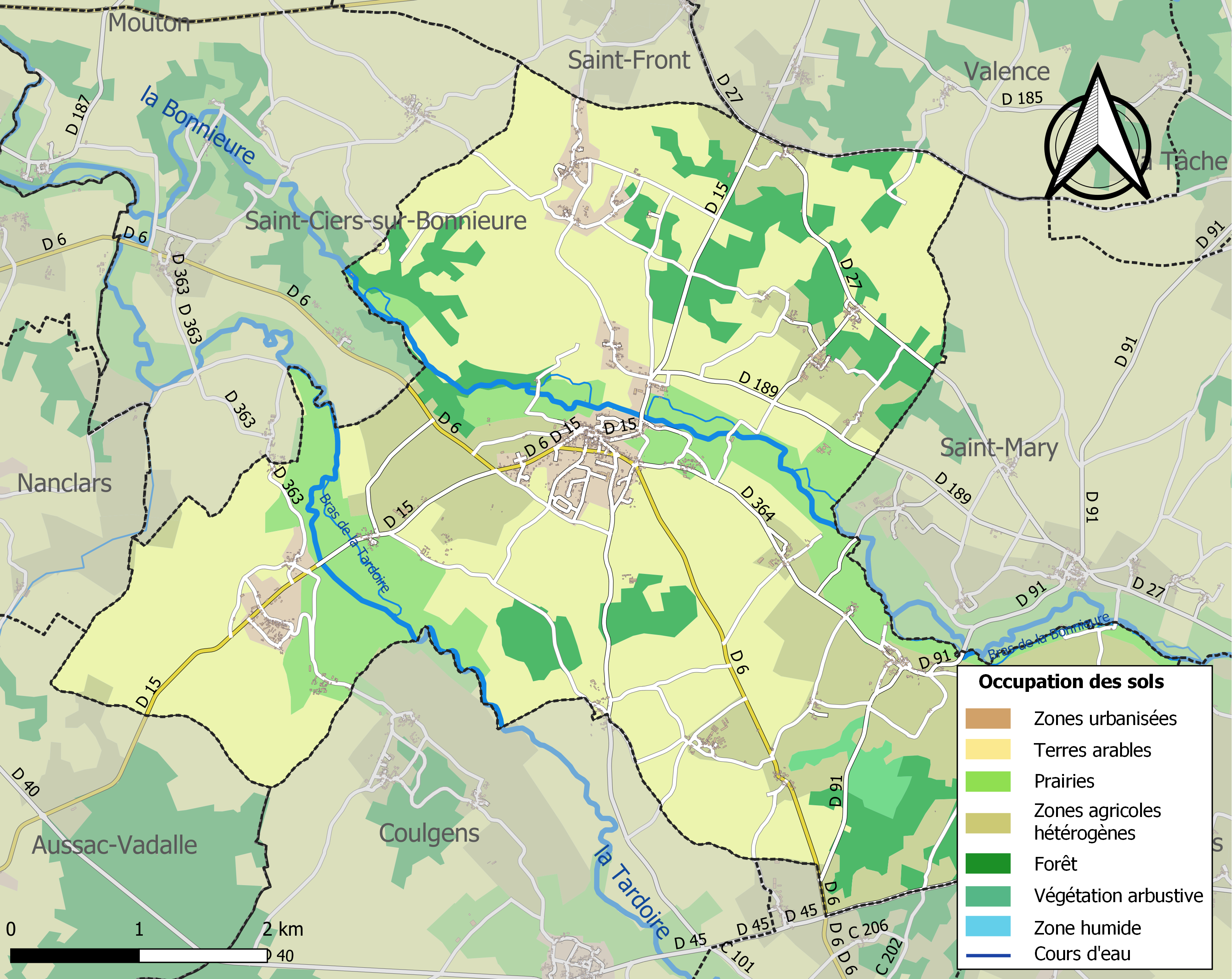
瓦勒德博尼约尔的OSM定位图

## 行政
瓦勒德博尼约尔的邮政编码为16230，INSEE市镇编码为16300。

## 政治
瓦勒德博尼约尔所属的省级选区为布瓦克斯-芒卢瓦县。

## 人口
瓦勒德博尼约尔于2022年1月1日时的人口数量为1339人。